# Barro (La Baña)
Barro (llamada oficialmente Santa Mariña do Barro) es una parroquia española del municipio de La Baña, en la provincia de La Coruña, Galicia.

## Otras denominaciones
La parroquia también es conocida por el nombre de Santa Mariña de Barro o por Santa María de Barro.

## Entidades de población
Entidades de población que forman parte de la parroquia:
- Barro de Abajo (O Barro de Abaixo)
- Barro de Arriba (O Barro de Arriba)
- Campo (O Campo)
- Sino (O Sino)
- Loncras
- Montecelos
- O Redollo
- Santa Margarida

## Demografía
| Gráfica de evolución demográfica de Barro entre 2000 y 2018 |
|                                                             |
| Datos según el nomenclátor publicado por el INE.            |